# 四国矯正管区

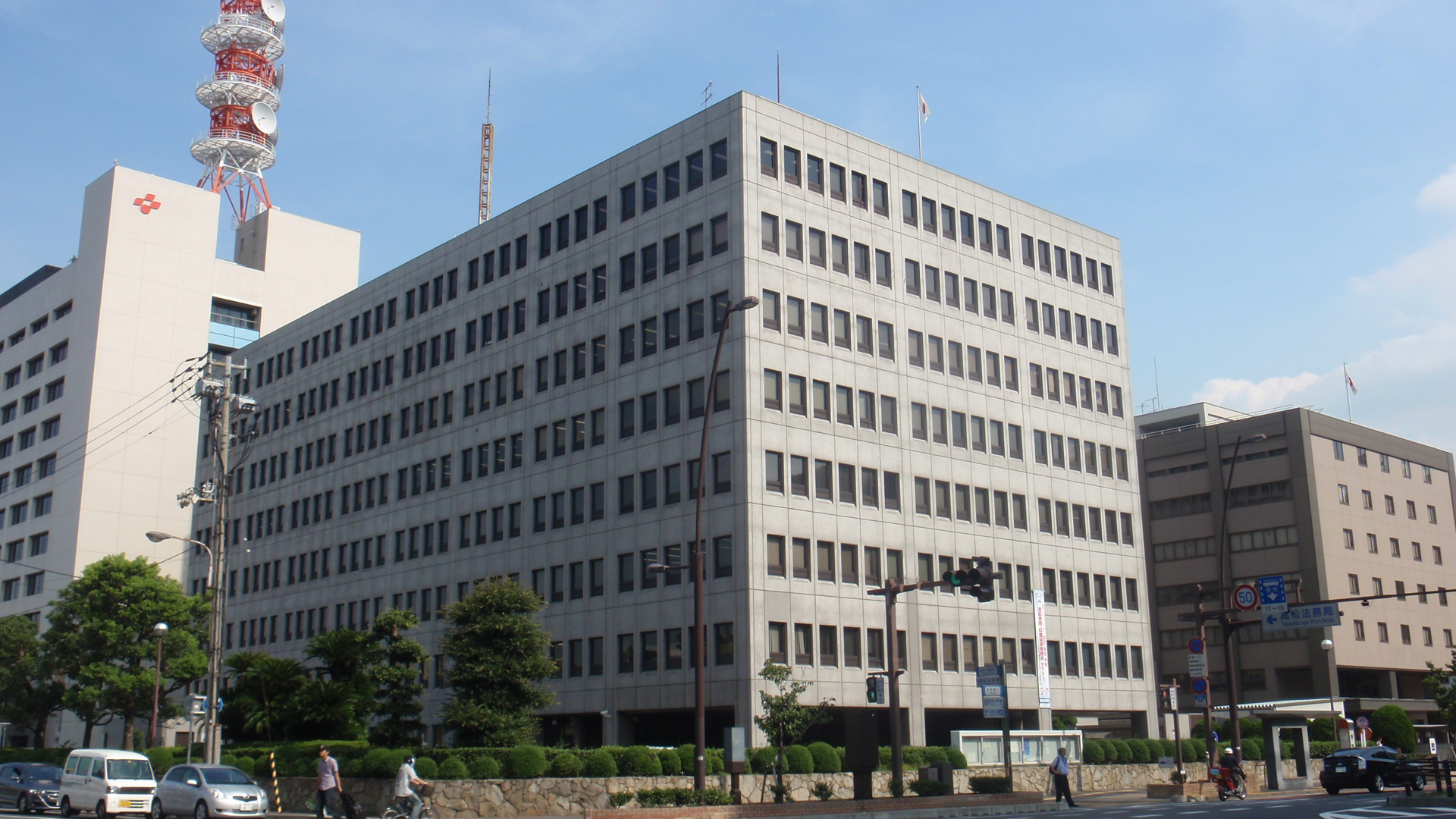
高松法務合同庁舎

四国矯正管区（しこくきょうせいかんく）は、日本に8つある矯正管区のひとつ。2025年4月1日までは高松矯正管区という名称が使用されていた。

## 所管
徳島・香川・愛媛・高知の各県にある行刑施設・少年施設の監督。なお、死刑を執行する設備を有する「拘置所」「拘置支所」は管内にないため、管内の死刑囚は判決確定後に大阪拘置所に送致される。
また、未決被告人を収容する独立した施設は同管区内には存在せず、拘留を必要とする被告人は管区内刑務所の「拘置支所」または刑務所内に併設されている「拘置区」に収容される。
女子受刑者は基本的には2014年度から稼働した女子収容施設で、同管区内にある西条刑務支所で服役するが、初犯で更生能力が高い者と分類された女子受刑者は美祢社会復帰促進センター（広島矯正管区）に送致されることがある。また共犯関係にある者に関しては、岩国刑務所（広島矯正管区）や和歌山刑務所（大阪矯正管区）、などに分散して送致されている。

## 所在地
香川県高松市丸の内1番1号　高松法務合同庁舎

## 組織
- 職員数：16人（2007年7月1日時点）
- 予算：3億0700万円（2005年度）
- 下部機関数 合計18施設（2019年4月1日時点）
  - 刑務所4施設（拘置区付属）
  - 少年院3施設
  - 少年鑑別所4施設
  - 刑務支所1施設（松山刑務所の下部機関）
  - 拘置支所5施設（松山刑務所に3高知支所及び西条刑務支所に付属し、高知刑務所に1拘置支所)
  - 泊り込み作業場（大井造船作業場）1施設

## 所管施設

### 行刑施設（刑務所・拘置所）
- 徳島刑務所
- 高松刑務所
- 松山刑務所
  - 大井造船支所
  - 西条刑務支所（女子収容施設）
- 高知刑務所

### 少年施設（少年院・少年鑑別所）
- 丸亀少女の家
- 四国少年院
- 松山学園　(2024年4月閉庁）
- 徳島少年鑑別所
- 高松少年鑑別所
- 松山少年鑑別所
- 高知少年鑑別所